# Elmer Axelsson
Bror Elmer Axelsson, född den 8 december 1922 i Kinneveds socken, Skaraborgs län, död 15 maj 2005 i Västerås domkyrkoförsamling, var en svensk friidrottare (stående höjdhopp och tresteg). Han tävlade för klubben Stockholms Studenters IF och vann SM i stående höjdhopp år 1943. 
Elmer Axelsson är gravsatt i minneslunden på Wallinska kyrkogården i Västerås.